# カストロカーロ・テルメ・エ・テッラ・デル・ソーレ
カストロカーロ・テルメ・エ・テッラ・デル・ソーレ（伊: Castrocaro Terme e Terra del Sole）は、イタリア共和国エミリア＝ロマーニャ州フォルリ＝チェゼーナ県にある、人口約6,300人の基礎自治体（コムーネ）。

## 地理

### 位置・広がり

#### 隣接コムーネ
隣接するコムーネは以下の通り。括弧内のRAはラヴェンナ県所属を示す。
- ブリシゲッラ (RA)
- ドヴァードラ
- フォルリ
- モディリアーナ
- プレダッピオ

### 気候分類・地震分類
カストロカーロ・テルメ・エ・テッラ・デル・ソーレにおけるイタリアの気候分類 (it) および度日は、zona E, 2131 GGである。
また、イタリアの地震リスク階級 (it) では、zona 2 (sismicità media) に分類される。

## 行政

### 分離集落
カストロカーロ・テルメ・エ・テッラ・デル・ソーレには、以下の分離集落（フラツィオーネ）がある。
- Castrocaro Terme (sede comunale), Terra del Sole, Pieve Salutar